# Markus Lüpertz

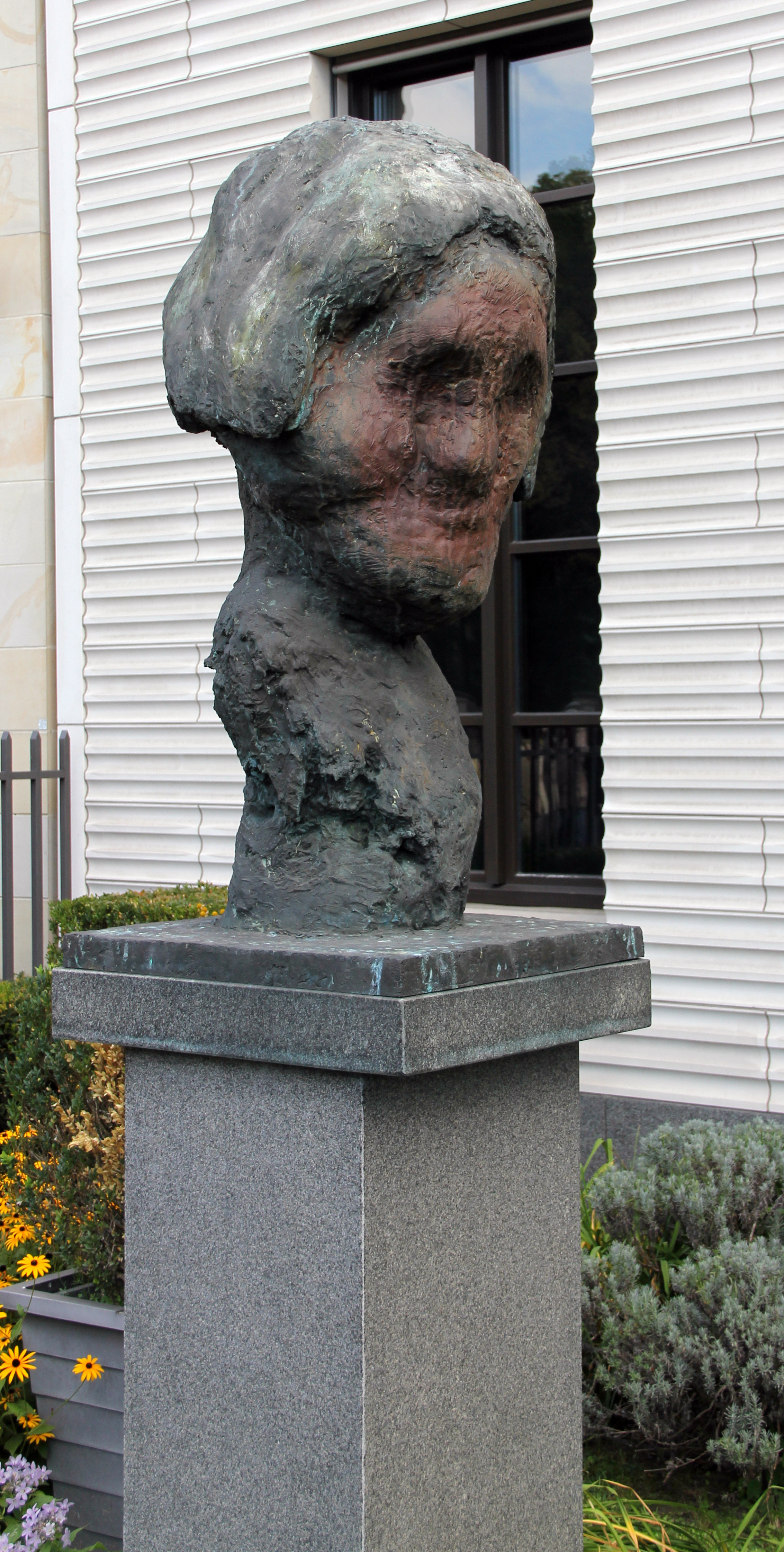
Busto, "Hommage á Liebermann" di Markus Lüpertz (1997) Berlino

Markus Lüpertz (Reichenberg, 25 aprile 1941) è un pittore, scultore e fotografo tedesco.

## Biografia
Markus Lüpertz nasce a Reichenberg, nella Boemia di lingua tedesca (attuale Liberec nella Repubblica Ceca), il 25 aprile 1941.  Nel 1948 si trasferisce con la famiglia a Rheydt, in Germania. Studia al Collegio Artistico-Commerciale di Krefeld e all'Accademia di Belle Arti di Düsseldorf per poi trasferirsi a Berlino Ovest nel 1963.
Nel 1964, insieme agli amici artisti Karl Horst Hödicke, Bernd Koberling e Lambertz Maria Wintersberger, fonda la galleria "Grossgörschen 35", dove tiene la sua prima mostra personale. Nel 1970 vince il Premio Villa Romana, che gli permette di lavorare in Italia, a Firenze, per un anno, poi, nel 1973, inaugura una sua retrospettiva presso la Staatliche Kunsthalle di Baden-Baden.
Nel 1974 comincia a insegnare presso l'Accademia di Belle Arti di Karlsruhe. Negli anni 70 tiene mostre personali in musei come la Kunsthalle di Berna, lo Stedelijk Van Abbe Museum di Eindhoven e la Whitechapel Art Gallery di Londra. Quindi partecipa a numerose e importanti mostre collettive.
Nel 1986 è diventato professore presso l'Accademia di Belle Arti di Düsseldorf. In Italia, negli anni 80 e 90, lavora con la Galleria Cleto Polcina di Roma dove espone con artisti come Enzo Cucchi, Omar Galliani, Gian Ruggero Manzoni, Gerard Garouste, legandosi in amicizia con loro. Nel 1990 riceve il Premio Lovis Corinth come artista dell'anno.
Una retrospettiva del suo lavoro si è tenuta presso il Centro di Arte Moderna Reina Sofia di Madrid nel 1991. Nel 1996 tiene un'antologica presso l'Art Collection North-Rhine-Westphalia di Düsseldorf e nel 1997 presso la Kunsthalle of the Hypo-Culture Foundation di Monaco di Baviera, esposizione che è stata successivamente presentata a Barmen e a Wuppertal. Nel 1997/98 le sue opere erano presenti alla mostra "Deutschlandbilder: Kunst aus einem geteilten Terra" tenutasi nel Martin-Gropius di Berlino.

## Percorso Artistico

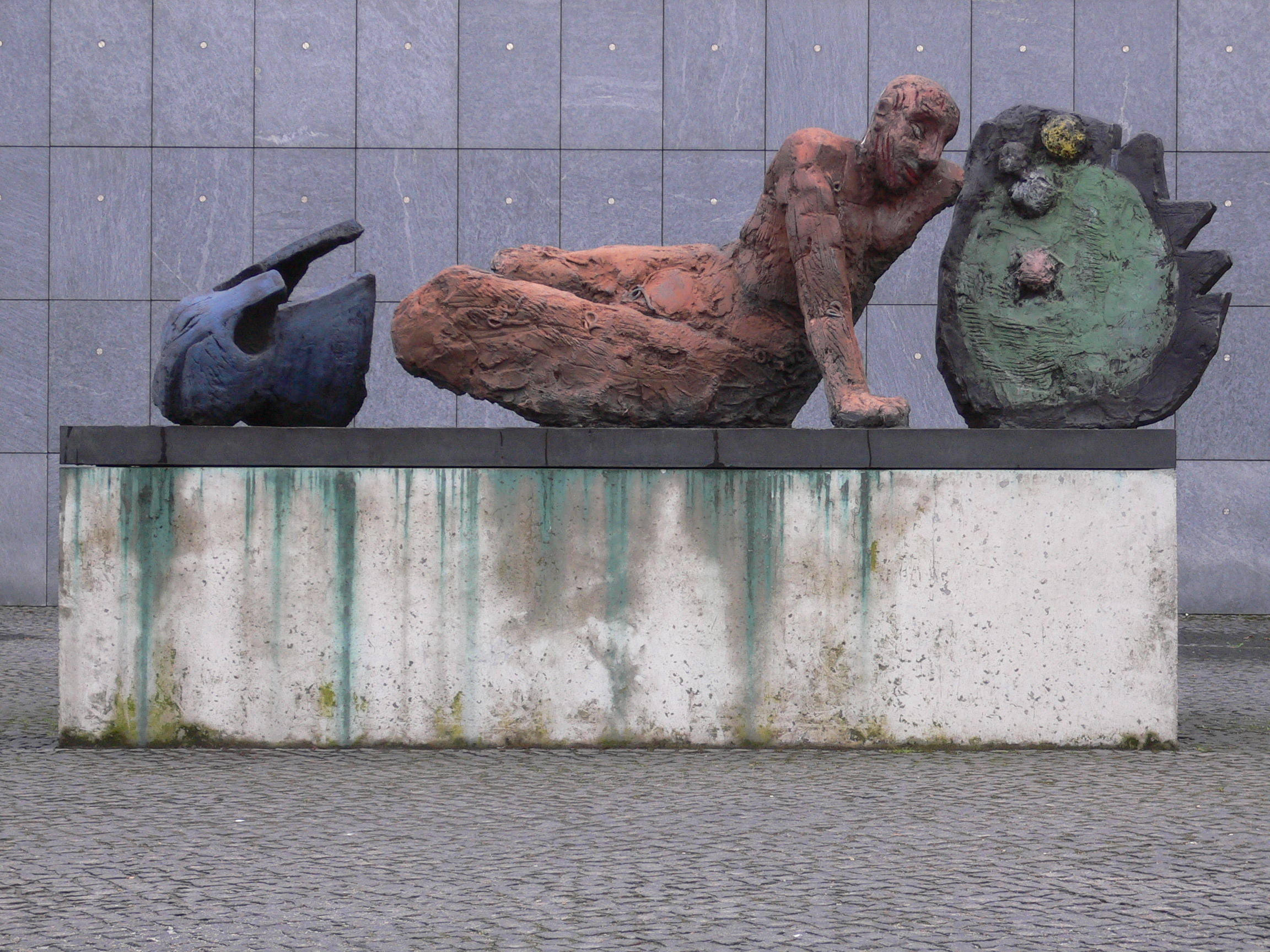

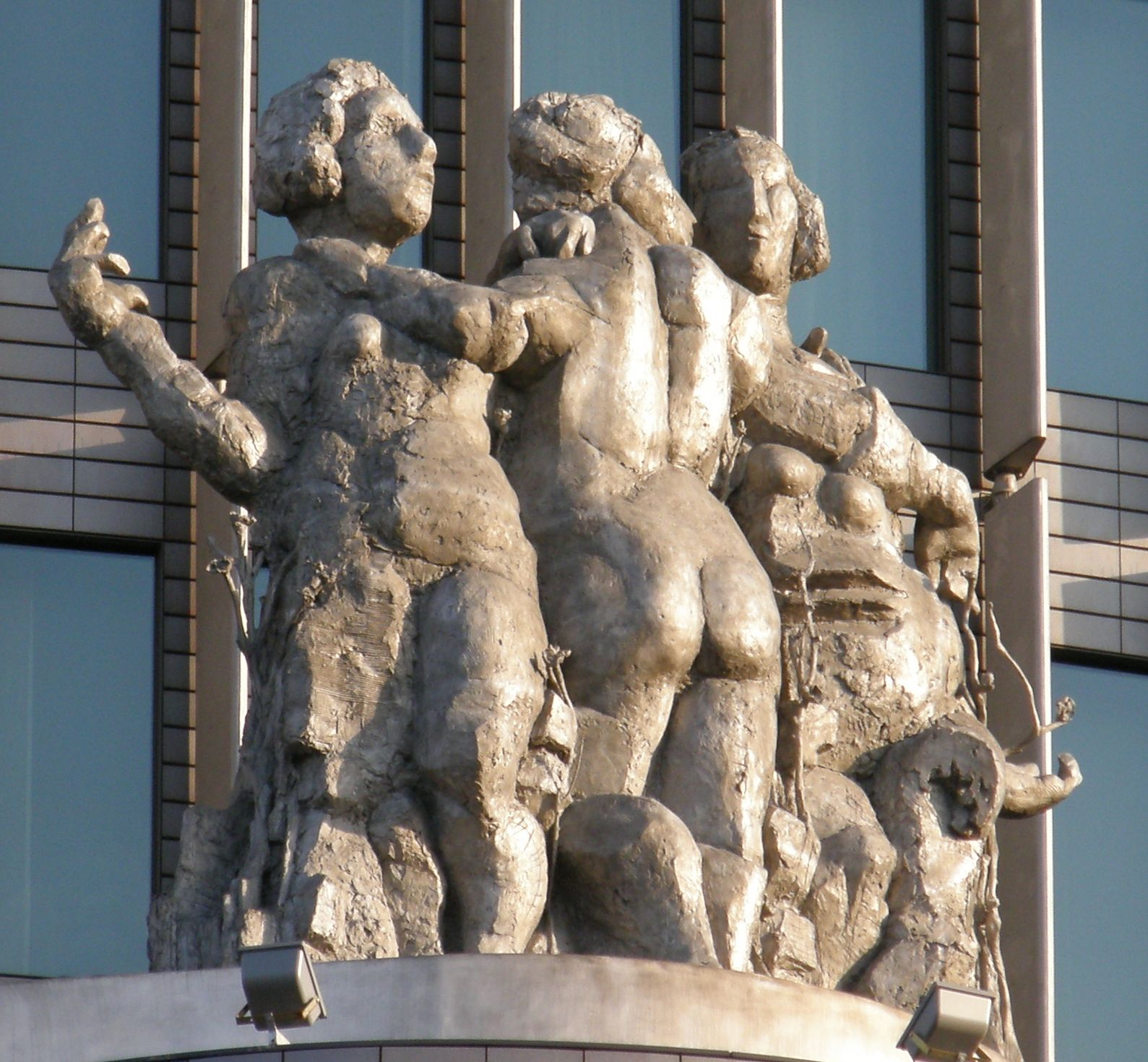

Lüpertz ha iniziato a dipingere rifacendosi a immagini semplici, picassiane, non disdegnando anche l'astrazione. In un manifesto del 1966 ha definito la sua energia espressiva come "Dithyrambische Malerei" (Pittura Ditirambica), rifacendosi al mito greco di Dioniso e agli antichi rituali per la fertilità dedicati a quel dio.
Dalla fine degli anni 60 al 1977 definisce la sua arte e il suo affrontare la fotografia come una rappresentazione compiuta dei "Motivi Tedeschi", cioè fa i conti, come poi un altro grande artista qual è Anselm Kiefer, con la storia della Germania. Dipinge tele enormi nelle quali rappresenta bandiere, elmetti, vanghe e gli stessi elementi tornano anche nelle sue fotografie. Dal 1977 recupera certe tendenze astratte che già aveva affrontato negli anni 50 e inizio 60, definendo la sua pittura e la sua scultura come "Immagini di Stile". Dai primi anni 80 l'opera di Lüpertz diviene totalmente neo-espressionista pur continuando a citare l'arte classica e certi modelli picassiani.